# Konvencija
Konvencija je nabor dogovorjenih, določenih ali splošno sprejetih standardov, družbenih norm ali drugih kriterijev, pogosto v obliki običaja.
V družbenem kontekstu lahko konvencija ohrani značaj »nenapisanega zakona« običaja (na primer način pozdravljanja s stiskom rok). Nekatere vrste pravil ali običajev lahko postanejo zakon, včasih pa so ti lahko dodatno kodificirani, da se konvencija formalizira ali uveljavi (na primer zakoni, ki določajo, po kateri strani ceste smejo voziti vozila).
V fiziki se številčne vrednosti (kot so konstante, količine ali merilne lestvice) imenujejo konvencije, če ne predstavljajo izmerjene lastnosti narave, ampak izhajajo iz dogovora, na primer povprečja številnih meritev, o katerem so se dogovorili znanstveniki, ki se ukvarjajo s temi vrednostmi.

## Splošno
Konvencija je izbira med dvema ali več alternativami, pri čemer se udeleženci dogovorijo o pravilu ali alternativi. Pogosto se beseda nanaša na nenapisane običaje, ki se delijo v skupnosti. V mnogih družbah je na primer običajno, da si tujci, ki se predstavljajo, podajo roke. Nekatere konvencije so izrecno uzakonjene; v Združenih državah Amerike in Nemčiji je na primer običajno, da vozniki vozijo po desni strani ceste, v Avstraliji, na Novi Zelandiji, na Japonskem, v Nepalu, v Indiji in v Združenem kraljestvu pa vozijo po levi strani ceste. Standardizacija časa je človeška konvencija, ki temelji na sončnem ciklu ali koledarju. Zgodovinsko pomembna razprava med filozofi je o konvencionalnosti pravičnosti (v nasprotju z naravno ali objektivno danostjo). 
Narava konvencij je sprožila dolgotrajno filozofsko razpravo. Vplivne spise o tej temi so objavili Quine, Davidson in David Lewis. Lewisova stališča sta kritizirali Margaret Gilbert v delu On Social Facts (»O družbenih dejstvih«, 1989) in Ruth Millikan v delu Language: A Biological Model (»Jezik: biološki model«; 2005).
Po mnenju Davida Kalupahana je Buda konvencije – bodisi jezikovne, družbene, politične, moralne, etične ali celo verske – opisal kot vznikanje, odvisno od specifičnih pogojev. Po njegovi paradigmi konvencije, ki veljajo za absolutno resničnost, prispevajo k dogmatizmu, ki vodi v konflikte. To pa ne pomeni, da je treba konvencije absolutno prezreti kot nerealne in zato neuporabne. Nasprotno, po budistični misli modri človek ubere srednjo pot, ne da bi imel konvencije za dokončne ali jih ignoriral, kadar so plodne.

## Mednarodno pravo
Izraz »konvencija« se v mednarodnem pravu uporablja tudi za nekatere formalne izjave o načelih, kot je Konvencija o otrokovih pravicah. Konvencije sprejemajo mednarodni organi, kot sta Mednarodna organizacija dela in Združeni narodi. Tako sprejete konvencije običajno veljajo le za države, ki jih ratificirajo, in ne veljajo samodejno za države članice teh organov. Te konvencije imajo za države, ki so jih ratificirale, na splošno veljavo mednarodne pogodbe. Najbolj znane med njimi so verjetno številne ženevske konvencije.